# SK FBC Třinec
SK FBC Třinec (podle sponzora také SK FBC ZP AGEL Třinec) byl florbalový klub z Třince.
Mužský tým hrál Extraligu. První účast v sezóně 2005/2006 (poslední sezóna pod názvem 1. liga) si zajistil sloučením s postupujícím týmem FBC Lázně Darkov (dříve 1. SC Ostrava). Mimo to se sloučil se sestupujícím týmem SK IBK Frýdek-Místek. Spojený tým ale hned v první sezóně vypadl. Po jedné sezóně v 1. lize (bývalé 2. lize) postoupil pro sezónu 2007/2008 zpět do Extraligy, kde se udržel dva roky. V sezóně 2008/2009 tým skončil v základní části na posledním 12. místě. V následujícím play-down podlehl tým i 11. celku TJ VHS Znojmo, a opět sestoupil do 1. ligy. V další sezóně 2009/2010 vypadl i z 1. ligy a již se do vyšších soutěží nevrátil.
Ženský tým hrál v sezóně 2002/2003 1. ligu.

## Mužský tým

### Sezóny SK FBC Třinec
| Sezóna                                                                                   | Úroveň | Soutěž               | Umístění | Poznámka                                                                    |
| ---------------------------------------------------------------------------------------- | ------ | -------------------- | -------- | --------------------------------------------------------------------------- |
| Po sezóně 2004/2005 se tým sloučil s postupujícím týmem FBC Lázně Darkov (1. SC Ostrava) |        |                      |          |                                                                             |
| 2005/2006                                                                                | 1      | Fortuna extraliga    | 12.      | Prohra v 2. kole play-down proti Sokol Pardubice – Sestup do nižší ligy     |
| 2006/2007                                                                                | 2      | 1. liga              | 1.       | Vítězství ve finále play-off proti SK Bivoj Litvínov – Postup do vyšší ligy |
| 2007/2008                                                                                | 1      | Fortuna extraliga    | 10.      | Výhra v 1. kole play-down proti M&M Reality Sokol Pardubice                 |
| 2008/2009                                                                                | 1      | Fortuna extraliga    | 12.      | Prohra v 2. kole play-down proti TJ VHS Znojmo – Sestup do nižší ligy       |
| 2009/2010                                                                                | 2      | 1. liga              | 10.      | Prohra v 2. kole play-down proti Spartak Pelhřimov – Sestup do nižší ligy   |
| 2010/2011                                                                                | 3      | 2. liga – divize IV  | 9.       | [ 13 ]                                                                      |
| 2011/2012                                                                                | 4      | 3. liga – divize VII | 10.      | [ 14 ]                                                                      |

#### Známí hráči
- Jiří Curney (2005–2009)

### Sezóny SK IBK Frýdek-Místek
| Sezóna                                                                         | Úroveň | Soutěž  | Umístění | Poznámka                                                 |
| ------------------------------------------------------------------------------ | ------ | ------- | -------- | -------------------------------------------------------- |
| 2003/2004                                                                      | 2      | 2. liga | 2.       | Postup do vyšší ligy                                     |
| 2004/2005                                                                      | 1      | 1. liga | 12.      | Čtvrté místo ve skupině o udržení – Sestup do nižší ligy |
| Sloučení s SK FBC Třinec a postupujícím týmem FBC Lázně Darkov (1. SC Ostrava) |        |         |          |                                                          |

### Sezóny FBC Lázně Darkov (1. SC Ostrava)
| Sezóna                                                  | Úroveň | Soutěž  | Umístění | Poznámka                                                       |
| ------------------------------------------------------- | ------ | ------- | -------- | -------------------------------------------------------------- |
| 1998/1999                                               | 2      | 2. liga |          | Postup do vyšší ligy                                           |
| 1999/2000                                               | 1      | 1. liga | 5.       | Vypadnutí ve čtvrtfinále play-off proti TJ Mentos Chodov       |
| 2000/2001                                               | 1      | 1. liga | 5.       | Vypadnutí ve čtvrtfinále play-off proti Torpedo Pegres Havířov |
| 2001/2002                                               | 1      | 1. liga | 5.       | Vypadnutí ve čtvrtfinále play-off proti FBC Pepino Ostrava     |
| 2002/2003                                               | 1      | 1. liga | 8.       | Vypadnutí ve čtvrtfinále play-off proti FBC Pepino Ostrava     |
| 2003/2004                                               | 1      | 1. liga | 12.      | Čtvrté místo ve skupině o udržení – Sestup do nižší ligy       |
| V sezóně 2004/2005 tým hrál pod názvem FBC Lázně Darkov |        |         |          |                                                                |
| 2004/2005                                               | 2      | 2. liga | 2.       | Postup do vyšší ligy                                           |
| Sloučení s SK FBC Třinec                                |        |         |          |                                                                |